# 馬文君
馬文君（1965年12月1日—），中華民國政治人物，中國國民黨籍，現任立法委員，曾任南投縣議會議員、埔里鎮鎮長、國民黨南投縣埔里鎮黨部主任委員。

## 生平
馬文君出生於南投縣埔里鎮，父親馬榮吉曾任埔里鎮鎮長、臺灣省議員，弟弟馬長風曾任國民大會代表，丈夫王俊國的叔叔為前花蓮縣縣長王慶豐。馬文君在擔任省議員的父親驟逝後參選第13屆南投縣議員，2002年開始擔任第14、15屆埔里鎮鎮長，是吳敦義派系人馬。時任南投縣第一選舉區立法委員吳敦義在接任行政院院長後，馬文君於2009年底與縣長選舉合併的立委補選當選，成為南投縣首位女性立法委員。2012年、2016年、2020年及2024年均當選連任，長期擔任立法院外交及國防委員會委員。
馬文君的祖先應該是來自彰化縣福興鄉的平埔族巴布薩族馬芝遴社，在清代道光年間遷移至埔里。（出處根據：彰化縣福興鄉巴布薩族馬芝遴社平埔族人現況調查。出版日期：2000。作者：陳俊傑 撰稿。出版單位：彰化縣文化局。p.250）目前福興鄉仍住著許多平埔族馬氏族人。

## 立委任內

### 獵雷艦弊案
慶富造船在2014年得標合約353億元的獵雷艦標案，負責承製六艘獵雷艦。2016年7月，馬文君開始質疑慶富公司的財務問題，提醒國防部注意慶富造船不實增資、惡意脫產等財務狀況，並提案凍結獵雷艦十分之一預算，此提案獲得立法院通過。
馬文君等數名立法委員發現國防部在立法院預算未通過前，就先違法挪用其它軍備計畫預算，提早撥款24億給慶富造船。海軍司令部宣稱因為慶富造船進度提前，避免違約依約支付，此說法隨即遭到立法委員反駁，因為合約明文保障「國防部無義務提早支付款項」，根本沒有違約的問題。

### 羽球教父事件
於2020東京奧運止步於16強的莊智淵的臉書頁面留言「謝謝您扛起了中華桌球在世界桌壇的地位，台灣以您為榮！辛苦您了，羽球教父」，將「桌球教父」誤稱為「羽球教父」，引起民眾不滿。
馬文君後而發文表示，其在第一時間為莊智淵加油打氣時，不慎發生筆誤，並對莊智淵表達歉意。

### 潛艦國造
2020年10月，立法院預算中心指出海鯤級潛艦籌建計畫累積編列預算已達277億占總經費的56.29%，但需要向國外採購的81項主裝備中仍有34項未獲輸出許可，允宜妥思其「潛藏風險」，然而海軍司令部先前卻聲稱技術輸出許可都拿到，說法反覆，遭到外界質疑。因此，馬文君、溫玉霞、江啟臣、呂玉玲、羅致政等五位立法委員提案凍結部分預算，馬文君提案凍結相關預算30億元，要求國防部提出報告經立法院同意後始得動支，然而此舉卻引發部外界批評在阻撓國造潛艦，該提案遭到民主進步黨反對並未通過。對此，馬文君回應「凍結預算並非刪除預算，待拿到技術輸出許可就能解凍預算，立委有權力與義務要求行政部門交代清楚」，認為自己「忠實履行立委職務，問心無愧」。馬文君又稱「國造潛艦恐變鐵棺材」，國防部回應稱負面稱呼對士氣有負面影響，呼籲各界理性討論國防安全議題，共同支持國軍建軍備戰的工作。

#### 涉嫌洩密及違反外患罪
2023年9月，國造潛艦專案小組召集人黃曙光在受訪時稱「有一個立委一直在搞」，但並未說出該立法委員為何人。而前海軍顧問、軍火商人郭璽則直接指控馬文君將國造潛艦資料交予他國，涉嫌叛國，表示自己若掌握證據，將考慮對她提告。立法委員趙天麟聲稱馬文君在機密會議當中抄筆記並且攜出會場，但遭到馬文君否認並要求拿出證據。馬文君認為黃曙光依法應立刻向檢調告發，並呼籲檢調應主動偵查。馬文君則向郭璽提告加重誹謗，並表示郭璽應拿出具體證據，而非影射。前海軍艦長黃征輝在10月4日受訪時稱馬文君有將3千個檔案交給韓國台北辦事處。王定宇指馬文君在潛艦機密會議中撥打手機，疑似轉述報告內容，馬文君否認有在機密會議打電話及稱爆料者說謊，不過王定宇於10月12日在立法院稱馬文君涉嫌打電話的機密會議是在2019年3月28日全體委員出席的機密專報，參與推動潛艦國造的海軍中將邵維揚也在立法院證實見到某位委員使用類似手機的工具進行通訊，由於會議上報告的資料屬於機密，因此他立即請海軍同仁勸阻，並且向會議召委王定宇報告有委員使用手機。
司法程序
2023年10月2日，民進黨立委參選人吳崢等人告發馬文君涉外患罪，高檢署列他字案被告。
2023年11月17日，馬文君以他字案被告身分到高檢署出庭，經過訊問後獲檢察官請回。馬文君回應她行使立委職權監督國政，相信司法會還她清白。。

## 爭議
2023年12月5日，台灣媒體《鏡周刊》報導馬文君居於由國有農地違建而成的一座莊園內，該國有農地位於埔里鎮忠信段719地號，面積700坪，農地月租6,004元，但農地上的建築及圍牆等都沒有申領建照及雜項執照。馬文君表示，該木造房屋為其父親生前所興建已超過30年，占地40坪也沒有重建或擴建，符合1993年7月21日前既有建築物相關條款，國有地也都是合法承租，同時馬文君被揭發財產申報不實，馬的丈夫王俊國在2011年買下鄰近莊園的「忠信段」土地，但在2019年的財產申報卻是距離該莊園最少2.25公里外「忠孝段」的一處土地。國產署在12月6日回覆媒體查詢稱該國有地的基地約於出租時符合規定，現時的租約到民國116年（2027年）12月31日止，但同時指出承租人「不姓馬」，也不清楚承租人與馬文君的關係，至於是否屬於違建須要由該國有地所在的南投縣政府依法判定。南投縣政府於同日證實該國有地上的建築都沒有領取執照，屬於違章建築，依違章建築處理辦法通知埔里鎮公所查報後，依規定通知申請補照，如未能通過補照則要將違章建築移除。
12月7日，國產署表示在國有農地的違章建築，如未能補照就列管排拆，國有地的使用如違反都市計畫法可終止租約。南投縣府建設處同日表示，當事人在農地建築農舍須要具備農民身份，如沒有取得執照，就是蓋在國有農地上的違章建築，非合規農舍，並指出當事人雖可申請補照，但必須通過農民身分審查，亦要符合都市計畫法及滿足農業主管機關對於農業區使用的相關條件。由於馬文君及其丈夫王俊國都不是農民，地政士稱因為在農業用地內興建的建築物屬於農舍，而申請人應為農民，若補照前不符合農民資格，就無法給予申請人為其違章建築補照。「居住正義聯盟」的成員於12月9日到馬文君在國有土地違建的莊園外舉行抗議活動。

## 選舉紀錄
| 年度 | 選舉屆數               | 選舉區           | 所屬政黨   | 得票數 | 得票率 | 當選標記 | 備註 |
| ---- | ---------------------- | ---------------- | ---------- | ------ | ------ | -------- | ---- |
| 1994 | 第十三屆南投縣議員選舉 | 南投縣第五選舉區 | 無黨籍     | 4,689  | 8.29%  |          |      |
| 1998 | 第十三屆埔里鎮鎮長選舉 | 南投縣埔里鎮     | 無黨籍     | 11,121 | 30.08% |          |      |
| 2002 | 第十四屆埔里鎮鎮長選舉 | 南投縣埔里鎮     | 無黨籍     | 13,505 | 32.63% |          |      |
| 2005 | 第十五屆埔里鎮鎮長選舉 | 南投縣埔里鎮     | 無黨籍     | 23,169 | 53.16% |          |      |
| 2009 | 第七屆立法委員補選     | 南投縣第一選舉區 | 中國國民黨 | 65,922 | 55.30% |          |      |
| 2012 | 第八屆立法委員選舉     | 南投縣第一選舉區 | 中國國民黨 | 78,083 | 60.27% |          |      |
| 2016 | 第九屆立法委員選舉     | 南投縣第一選舉區 | 中國國民黨 | 63,600 | 54.77% |          |      |
| 2020 | 第十屆立法委員選舉     | 南投縣第一選舉區 | 中國國民黨 | 73,480 | 53.57% |          |      |
| 2024 | 第十一屆立法委員選舉   | 南投縣第一選舉區 | 中國國民黨 | 68,890 | 53.09% |          |      |

## 外部連結
- 立法院全球資訊網－立法委員－馬文君委員簡介 （页面存档备份，存于）
- 馬文君的Facebook專頁
- YouTube上的馬文君頻道
- YouTube上的馬文君國會辦公室頻道

| 中華民國政府職務 | 中華民國政府職務                                       | 中華民國政府職務                   |
| ---------------- | ------------------------------------------------------ | ---------------------------------- |
| 埔里鎮公所       |                                                        |                                    |
| 前任： 張鴻銘    | 埔里鎮鎮長 第十四、十五屆 2002年2月1日－2009年12月18日 | 繼任： 陳榮法（代理） 正任：周義雄 |